# Политов, Лев Александрович
Лев Александрович Политов (1925 — 1990) — советский  старшина, командир отделения сапёров-разведчиков 584-го отдельного сапёрного батальона, 263-й стрелковой дивизии, 43-й армии, 3-го Белорусского фронта. Полный кавалер Ордена Славы.

## Биография
Родился 15 июня 1925 года в селе Бондари, Бондарского района, Тамбовской области в рабочей семье.
С 1938 года после окончания шести классов, по семейным обстоятельствам был вынужден бросить учёбу и пойти работать. В 1939 году был направлен на учёбу в Московское ремесленное училище, но учёбу не закончил в связи с  началом войны, работал плотником.
С 1942 года призван в ряды РККА и после окончания школы младших командиров в 1943 году был направлен в действующую армию — сапёр и командир отделения 584-го отдельного сапёрного батальона, 263-й стрелковой дивизии, 43-й армии, в составе дивизии участвовал в  Мелитопольской наступательной операции.
В январе 1944 года  во время Крымской наступательной операции младший сержант  Л. А. Политов в составе взвода дивизионной разведки совершил несколько поисков в тылу противника и обезвредил большое число мин. За это 5 марта 1944 года Указом Президиума Верховного Совета СССР С. К. Лоскутов был награждён  Орденом Славы 3-й степени.
В ночь на 7 мая 1944 года в ходе боёв за Севастополь младший сержант  Л. А. Политов, вместе с группой сапёров-разведчиков проделал проходы в проволочных заграждениях и минных полях противника и участвовал в ожесточенных боях по прорыву обороны противника.  28 мая 1944 года Указом Президиума Верховного Совета СССР Л. А. Политов  был награждён  Орденом Славы 2-й степени.
20 января 1945 года  командир отделения старший сержант  Л. А. Политов во главе группы в районе города Тильзит при проведении инженерной разведки принял бой с гитлеровцами и огнём из ручного пулемета уничтожил свыше десяти солдат и  несколько гитлеровцев взял в плен. Л. А. Политов был ранен, но поле боя не покинул. 24 марта 1945 года  Указом Президиума Верховного Совета СССР А. И. Лебёдкин  был награждён  Орденом Славы 1-й степени.
24 июня 1945 года был участником Парада Победы. После войны продолжал службу в Советской армии. В 1950 году был уволен в запас в звании старшина. До 1954 года работал в Бондарском маслозаводе, с 1954 по 1980 годы в строительном тресте «Камчатморгидрострой». С 1980 года на пенсии.
Умер 15 июня 1990 года в городе Петропавловск-Камчатский.

## Награды
- Орден Славы I степени (1945)
- Орден Славы II степени (1944)
- Орден Славы III степени (1944)
- Орден Отечественной войны I степени (1985)

## Память
- В 2016 году в парке Победы Петропавловск-Камчатский был открыт памятный знак Льву Александровичу Политову.